# 서천여자정보고등학교
서천여자정보고등학교(舒川女子情報高等學校)는 대한민국 충청남도 서천군 서천읍 화금리에 있는 사립 고등학교이다.

## 학교 연혁
- 1963년 11월 28일 : 학교법인 남양학원 설립인가
- 1974년 12월 27일 : 남양고등학교 설립인가(6학급)
- 1975년 1월 6일 : 김하곤 교장 취임
- 1975년 3월 4일 : 개교식 거행
- 1976년 11월 11일 : 서천여자상업고등학교로 교명 개명(12학급)
- 2000년 3월 2일 : 서천여자정보고등학교로 교명을 개명(30학급)
- 2007년 6월 22일 : 특성화고 선정(중소기업청)
- 2017년 3월 2일 : 학칙 개정(3개학과 9학급)
- 2021년 3월 1일 : 회계정보과를 뷰티디자인과, e-shop디자인과를 융합미디어과로 학과변경
- 2023년 3월 2일 : 전휴황 교장 취임
- 2024년 1월 10일 : 제45회 졸업(졸업인원 51명, 총 12,276명)
- 2024년 3월 4일 : 2024학년도 신입생 55명 입학

## 설치 학과
- 뷰티디자인과
- 융합미디어과
- e-shop경영과

## 참고 자료
- 서천여자정보고등학교 - 한국교육학술정보원 학교알리미